# Шатух Віра Гаврилівна
Ві́ра Гаври́лівна Шату́х (нар. 9 березня 1928 — пом. 2005) — українська радянська скульпторка.

## З життєпису
Закінчила Тбіліську Академію Мистецтв (1951).
Працювала в станковій і монументально-декоративній скульптурі: «З добрим ранком», «Приятелі» (1957), «Портрет сина» (1961, майоліка), «Сковорода», «Наречена», «Материнство» (1964, склоцемент), «Випускниця» (1967), «Юнак» (1968, оргскло) та ін.

## Роботи на житловому масиві Виноградар

скульптурна композиція «Мати з дитиною»

- Скульптурна композиція «Білосніжка і сім гномів» біля джитячого садка № 584 (1976 р.),
- Скульптурна композиція «Чебурашка і крокодил Гена» біля дитячого садка № 570 (1976 р.),
- скульптурна композиція «Мати з дитиною» біля поліклініки № 30 (1978 р.).